# Байкал (автомагистрала)
Вижте пояснителната страница за други значения на Байкал.
| Автомагистрала Байкал | Автомагистрала Байкал |
| --------------------- | --------------------- |
|                       |                       |
| Дължина:              | 4501 km               |
| Западен край:         | Челябинск             |
| Източен край:         | Чита                  |

Автомагистрала Байкал е руска федерална автомагистрала. Автомагистралата е част от транс-сибирската автомагистрала и от пътя AH6 от Азиатската пътна мрежа. Протежението Челябинск-Омск е включен в Европейски път Е30.
Автомагистралата е именувана на езерото Байкал.